# Elisabeth Kopp
Elisabeth Kopp   (Zúric, 16 de desembre de 1936 - Zumikon, 7 d'abril de 2023) fou una política suïssa. Va ser la primera dona a incorporar-se al Consell Federal l'any 1984 com a membre del Partit Radical Demòcrata. El 1989, es va veure obligada a dimitir després d'un escàndol: va transmetre al seu marit informació confidencial relativa a una investigació realitzada contra una empresa a la qual estava vinculat i que era sospitosa de blanquejar els diners obtinguts del narcotràfic.

## Origen i trajectòria política
Nascuda Anna Elisabeth Iklé, Elisabeth Kopp va néixer el 16 de desembre de 1936 a Zúric en una família de fabricants tèxtils d'origen St. Gal·lès. Estudiant de secundària a Berna, va començar a estudiar dret a la Universitat de Zúric. L'any 1956 va fer un viatge a Hongria, durant l'aixecament de Budapest. L'any següent es va incorporar a la secció de dones del partit radical a la seva ciutat de Zúric. També va realitzant el seu servei complementari femení, l'exèrcit suís permet de fet que les dones es comprometin a l'exèrcit. El 1960, es va casar amb Hans W. Kopp (1931-2009), un advocat d'empresa. De la seva unió, naixerà una filla, Brigitte.
El 1970, va ser elegida membre del Consell Municipal de Zumikon (ZH), ciutat de la qual va esdevenir presidenta el 1974. La seva carrera política nacional va començar l'any 1979, quan va ser elegida membre del Consell Nacional. A més, el 1984 va ser nomenada vicepresidenta del Partit Radical-Demòcrata.

## Consellera federal

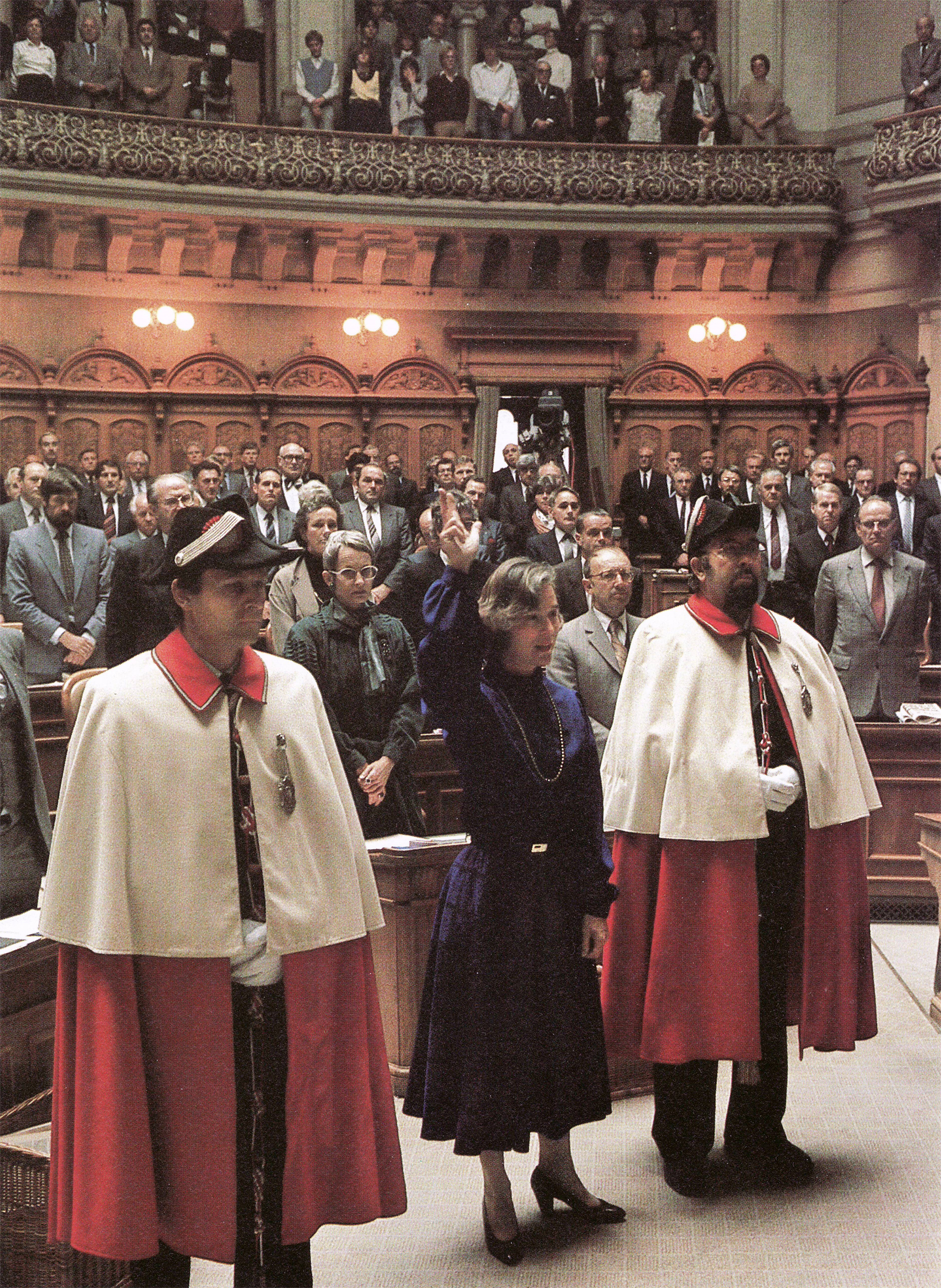
Elisabeth Kopp va ser elegida membre del Consell Federal el 2 d'octubre de 1984.

Elisabeth Kopp va ser elegida membre del Consell Federal el 2 d'octubre de 1984 enfront de Bruno Hunziker. Primera dona a assolir el càrrec suprem del país, succeeix a Rudolf Friedrich de Zuric. Elegida, dirigeix el Departament Federal de Justícia i Policia, destacant per la seva política de drets d'asil, que va reformar en profunditat per tal de permetre una tramitació més ràpida dels casos d'inadmissió i integrar la possibilitat de mesures excepcionals quan les circumstàncies així ho requereixin.
La seva actuació al Consell Federal també té efectes sobre la condició de la dona. El seu compromís personal va pesar en la balança quan, l'any 1985, es tractava d'aprovar amb èxit una nova llei matrimonial més igualitària afectada per un referèndum. Elisabeth Kopp també inicia una revisió de la legislació, amb vista a la igualtat de drets entre homes i dones, però es manté tímida en temes d'igualtat salarial i de repressió de la violació matrimonial.
La seva actuació deixa la memòria d'una persona compromesa, decidida, competent i informada. Entre les seves decisions més importants hi ha la creació d'un càrrec de delegat de refugiats, el primer titular és Peter Arbenz.

## Retirada arran de l'afer Kopp
A finals d'agost de 1988, Elisabeth Kopp estava sota pressió quan el diari Schweizerischer Beobachter va acusar el seu marit, Hans W. Kopp, d'evasió fiscal per valor de 2,5 milions de francs suïssos, segons les declaracions de l'antic assessor fiscal de Hans W. Kopp. Hans W. Kopp estava llavors al capdavant del Consell d'Administració de Shakarchi Trading, el president del qual, Mohamed Shakarchi, acabava de ser presentat en un reportatge de la televisió turca com l'instigador del tràfic d'or entre Suïssa i Turquia. Hans W. Kopp va dimitir el 27 d'octubre de 1988 del Consell d'Administració de Shakarchi Trading. A principis de novembre, el Tages-Anzeiger va revelar que 9 persones van ser arrestades per les autoritats de Zuric i Ticino com a part d'una investigació sobre el cas de blanqueig de capitals de drogues més gran a Suïssa fins ara (1.500 milions de francs), se sospita que Shakarchi Trading d'estar implicat en el que la premsa anomena "Liban Connection ". Durant el mes de novembre, Elisabeth Kopp reafirma que el seu càrrec no presenta cap conflicte d'interessos amb la investigació de l'empresa gestionada anteriorment pel seu marit. En un clima de tensió, el 7 de desembre va ser escollida vicepresidenta de la Confederació segons el tradicional principi de rotació malgrat les reticències de socialistes i ecologistes. El 9 de desembre, després de les revelacions publicades a Le Matin que indicaven que la Fiscalia de la Confederació estava investigant una filtració que havia permès a Elisabeth advertir al seu marit que Sakarchi Trading era l'objectiu de la investigació sobre la Connexió Líban, Elisabeth Kopp convoca el Consell Federal per informar-los que de fet va avisar el seu marit el 27 d'octubre. Ella afirma haver estat informada extraoficialment per una font interna del seu departament i després va trucar al seu marit per aconsellar-li que dimitís immediatament. Hans W. Kopp sempre ha negat fins aleshores que la seva dimissió estigués lligada a sospites de blanqueig de diners bruts. Els articles de premsa gairebé diaris que la relacionen directament fan que la situació sigui insostenible i Elisabeth Kopp dimiteix de les seves funcions el 12 de gener de 1989. El novembre de 1989, la Comissió d'Investigació del Parlament va desbordar Elisabeth Kopp, acusant-la d'haver vulnerat el secret de l'alt càrrec, però ella es va negar a admetre res més que una maldestra de la qual va treure totes les conseqüències des de la seva dimissió. Va caldre finalment esperar al 1990 i la decisió del Tribunal Federal d’alliberar Elisabeth Kopp de l'acusació de violació del secret perquè la qüestió es resolgués definitivament. Kaspar Villiger la va succeir al Consell Federal.

## Documental
Winter Voyage (Winterreise), dirigida per Andres Brütsch, pel·lícula en la qual Elisabeth Kopp fa una part dels comentaris, es va presentar a Locarno l'agost de 2006.

## Publicacions
- La femme dans la société actuelle, 64e année, 2/1985, p 61-65.
- Lettres. Benteli, 1991. ISBN 3-7165-0831-4.